# Бледный дрозд
Бледный дрозд (лат. Turdus pallidus) — вид птиц рода настоящие дрозды, семейства дроздовых. Находится в близком родстве с оливковым дроздом.

## Описание
Размеры достигают до 23 см. Голова темная, крылья коричневые. Подхвостье бледно-коричневое, темнее на боках и беловатое на брюхе и подхвостье. Маховые перья крыла темно-серые, а подкрылья серые или белые. Хвост темно-серый с белыми кончиками внешних перьев. Присутствует половой диморфизм — самки тусклее самцов. 

## Распространение
Обитает в Восточной Азии. Гнездится на Дальнем Востоке, в северо-восточном Китае, Корее, Японии (особенно на острове Цусима). Зимует в Японии и Южном Китае. Обитает в лесах, кустарниках, садах и парках. Пугливая птица, которая держится в укрытиях. Во время миграции может собираться в большие стаи, особенно там, где есть кормовые ягоды. 